# Akodon spegazzinii
Akodon spegazzinii is een knaagdier uit het geslacht Akodon. De soort komt voor in het noordwesten van Argentinië. Hij komt voor in grasland en bos tussen de 400 tot 3500 m hoogte. Akodon spegazzinii is gerelateerd aan Akodon boliviensis en andere leden van de A. boliviensis soortengroep. Ze planten zich het gehele jaar voort.
Akodon spegazzinii is binnen de A. boliviensis soortengroep gemiddeld van grootte. De kleur van de bovendelen varieert sterk, van licht naar donker en van geelbruin tot roodbruin. De onderkant is geel-bruin tot grijs. De ogen zijn omgeven door een ring van gele vacht. Hoofd- en lichaamslengte is 93 tot 196 mm en het lichaamsgewicht is 13,0 tot 38,0 g. A. spegazzinii heeft 40 chromosomen.

## Synoniemen
- Akodon alterus
- Akodon leucolimnaeus
- Akodon oenos
- Akodon tucumanensis